# 青竹踏み
青竹踏み（あおだけふみ）は、竹（またはそれを模した合成樹脂等）の器具を用いて、自分の体重を利用しつつ足裏に自分でマッサージを行う健康法。あるいは、それを行うための器具。

## 健康法
本来の青竹踏みは40〜50センチメートル位に竹を切り、半分に割って乾燥させたもので、割った側を床に向けて安定するように置き曲面を利用する。
青竹踏みによる足裏への刺激を含め、人の皮膚や筋肉への刺激は皮膚や筋肉の神経を活性化させ、神経を介して内臓の働きの調節や脳の働きの活性化に影響を与えるといわれている。自律神経は皮膚等からの刺激の影響を受けており、心地よいといった感覚がもたらす心理的影響だけでなく、無意識の反射を受けることで自律神経が直接刺激され内臓の動きや血流の改善が図られる。また、足の裏など手足への刺激は脳血流を増加させることがわかっており、アセチルコリンや神経成長因子 (NGF) も手足の刺激で増えることもわかっている。
足裏にあるツボ（経穴）には、自律神経を整えるとされる湧泉（足指を曲げたときに窪む部分）や眠りを導くとされる失眠穴（かかとの中央）などがある。